# Ali Szabanibengar
Ali Szabanibengar (pers. علی شعبانی بنگر; ur. 18 maja 1995) – irański zapaśnik walczący w stylu wolnym. Zajął dziesiąte miejsce na mistrzostwach świata z 2019. Mistrz Azji w 2021. Drugi w Pucharze Świata w 2019. Trzeci na MŚ U-23 w 2018 roku.